# Girolamo da Montesarchio
Girolamo da Montesarchio (... – XVII secolo) è stato un missionario cappuccino italiano.
Nella prima metà del XVII secolo rimase vent'anni nel Regno del Congo, nell'attuale Angola. Il suo manoscritto, Viaggio al Congho, offre agli studiosi di storia ed antropologia una ricca fonte di informazioni storiche riguardanti il regno e la sua realtà socio-culturale. Il manoscritto, conservato nell'Archivio Provinciale dei Cappuccini Toscani, del Convento Montughi a Firenze, è stato pubblicato per la prima volta nel 1976.
Fu il primo europeo a raggiungere i confini del mitico regno del Micocco o Mukoko, regione a nord-est dell'odierna Kinshasa, due secoli prima di Henry Morton Stanley, a cui è stato ingiustamente attribuito il merito.